# Szeged-Rókus vasútállomás
Szeged-Rókus vasútállomás egy Csongrád-Csanád vármegyei vasútállomás a vármegye székhelyén, Szegeden, a MÁV üzemeltetésében. Rókus városrész északnyugati szélén helyezkedik el, közúti elérését csak önkormányzati utak biztosítják.

## Története
Szeged-Rókus állomás területét tekintve igen kiterjedt létesítmény a város egykori ipari területeinek közvetlen szomszédságában. Szeged-Rókus az Alföld-Fiume vasútvonal első állomásaként, 1869 szeptemberében nyílt meg, az Alföld–Fiumei Vasúttársaság (AFVT) szegedi fejpályaudvaraként. Működésének első évében csak a Szabadka és Szeged-Nagyállomás felé vezető vasútvonalak üzemeltek. Egy évvel később, 1870 novemberében nyílt meg a Hódmezővásárhely felé vezető vonalszakasz, így Rókus fontos vasúti csomóponttá lépett elő, jelentőségét tekintve pedig a Nagyállomás vetélytársa volt. Az állomás jelentőségét mutatja, hogy területén fűtőházat is építettek. 1879-ben az állomás hódmezővásárhelyi végpontján csapott át a Tisza árvize a várost védő körtöltésen. 1884-ben az AFVT csődje után a pályaudvart a vasútvonallal együtt a Magyar Állam vette meg, üzemeltetője pedig a MÁV lett. A századfordulós konjunktúra idejére esett Szeged-Rókus állomás első "aranykora". Ezekben az években újságok az állomás folyamatos bővítés ellenére fennmaradó túlterheltségéről, egyre újabb sínpárok lefektetéséről és növekvő teherforgalomról tudósítottak. Ekkor bővítették először komolyabban az átadáskor épült felvételi épületet is és ebből a korból származott a később többször is felbukkant ötlet, hogy a Szeged-Budapest vasút ide irányításával Rókust tegyék meg Szeged fő személyforgalmi pályaudvarává.
A trianoni diktátum következményeit és az Alföld-Fiume vasút határokkal történt feldarabolását az állomás forgalma igen megsínylette. Az állomás fűtőházát az 1930-as években fokozatosan leállították, majd 1935-ben a második Izabella-híd építésekor részben le is bontották. 
Az  1960-as évektől kezdve inkább teherforgalmi szerepe volt jelentős. Az állomáshoz régebben igen kiterjedt és szétágazó, ma már döntő részben nem használt iparvágány hálózat csatlakozott. 1963-ban épült meg az állomás délnyugati szomszédságában lévő ipartelepekre (pl. a Szegedi Textilgyárba) vezető iparvágány-csoport. Az iparvágányok forgalma az 1970-es évek elejére annyira megnövekedett, hogy a MÁV azt tervezte, hogy a közeli Dorozsmára csoportosítja az összes nem iparvágány-forgalmat. Az állomás teherforgalmi jelentőségét jól mutatja, hogy itt telepítették 1960-ban a MÁV első automatikus működésű vagonmérlegét. 1974-'75 folyamán átépült az állomás átmenő fővágánya, illetve akkor adták át a II. és III. vágányok közötti burkolt szigetperont is. 1986-ban a Merkur vállalat az Algyő felőli kitérőkörzetbe kötötte be új regionális autóelosztó telepének iparvágányát. 
1990 után a szegedi ipar hanyatlásával az állomás teherforgalmi jelentősége egyre csökkent. Az iparvágányi csatlakozások közül a 2010-es évek közepén már csak az SZKT és a Szentesi Vasútépítő telephelyére vezető vágányok voltak aktívak. Az egykori konzervgyár, szövőgyárba és autórakodó telepekre vezető sínpárok elveszítették jelentőségüket.
2018 és 2021 között, a Szeged és Hódmezővásárhely között közlekedő térségi villamosjárat beruházásának részeként történt meg az állomás részleges átépítése. A munkálatok során több avult teherforgalmi létesítményt felszámoltak. Megszűnt az algyői oldalon lévő kihúzóvágány, illetve teljesen újjáépítették a 2-es és 3-as számú vágányokat. Új, vasbeton aljas kitérőkre cserélték a szegedi oldali kitérőkörzet legforgalmasabb kitérőit, illetve eltolt vágánytengellyel újjáépítették a 19-es számú rakodóvágányt. Az átépítés ideje alatt Szeged-Rókust teljesen kizárták a személyforgalomból. Az első személyszállító vonat 2021. február 22-én, majd' három évvel a kizárás kezdete után futhatott be az állomásra.

## Leírása

### Földrajzi elhelyezkedés
A vasútállomás közvetlenül a szegedi körtöltés mellett, annak belső (város felőli) oldalán foglal helyet. Az állomás előtti téren ér véget Szeged egyik legfontosabb belső útvonala, a Kossuth Lajos sugárút, amely a belvárossal köti össze az állomást. Az állomásépület fő homlokzata pontosan a Kossuth sugárút középvonalában áll, ám a sugárút forgalmát az Izabella-hídra felvezető ív, fák, a kilátást takaró kisebb-nagyobb objektumok miatt Szeged-Rókus felvételi épülete nem tudja betölteni a neki korábban szánt városképi szerepet. Az állomás építésének idején itt keresztezte a vasút a Szegedet Budával összekötő országutat, így ezen a helyen hozták létre az állomást. A névadó Rókus városrész beépített területei akkor még messze feküdtek, a mocsaras környéket akkor nagyrészt tavak borították, amelyeknek maradványai (Pl. a Búvár-tó) a mai napig megtalálhatók az állomás környékén. A városszerkezetben az állomás kitüntetett helyen fekszik, az ipari-kereskedelmi negyed és lakótelep határán. Közelében fut a Rókusi körút és az 5-ös országút részét képező Kossuth Lajos sugárút. Közvetlen szomszédai egy bevásárlóközpont és az SZVSE-stadion. A körtöltésen túl fekvő kiterjedt iparnegyeddel az egyik első magyarországi felüljáró, az Izabella-híd köti össze.

### Felvételi épület
Szeged-Rókus állomáson jelenleg is az állomás 1869-es átadására épült állomásépület áll, ám a többszöri átépítés miatt gyakorlatilag teljesen fölismerhetetlen formában. A rókusi vasútállomás egyike a város legidősebb, ún. "víz előtti" épületeinek, mivel az 1879-es nagy árvíz előtt már állt. Az első Rókusi indóházat az Alföld–Fiumei Vasúttársaság építtette a Búvár-tó egy feltöltött peremterületére. Már az állomásépület első változata is emeletes volt, ez pedig kivételes rangot jelentett a főként földszintes vályogházakból álló Szegeden, ahol szinte csak a városközpontban voltak többszintes épületek. Az emeletes központi részhez mindkét oldalán földszintes épületszárnyak csatlakoztak. Az épület falazóanyaga tégla, ennek köszönhető, hogy az 1879-es nagy árvizet lábon állva vészelhette át.

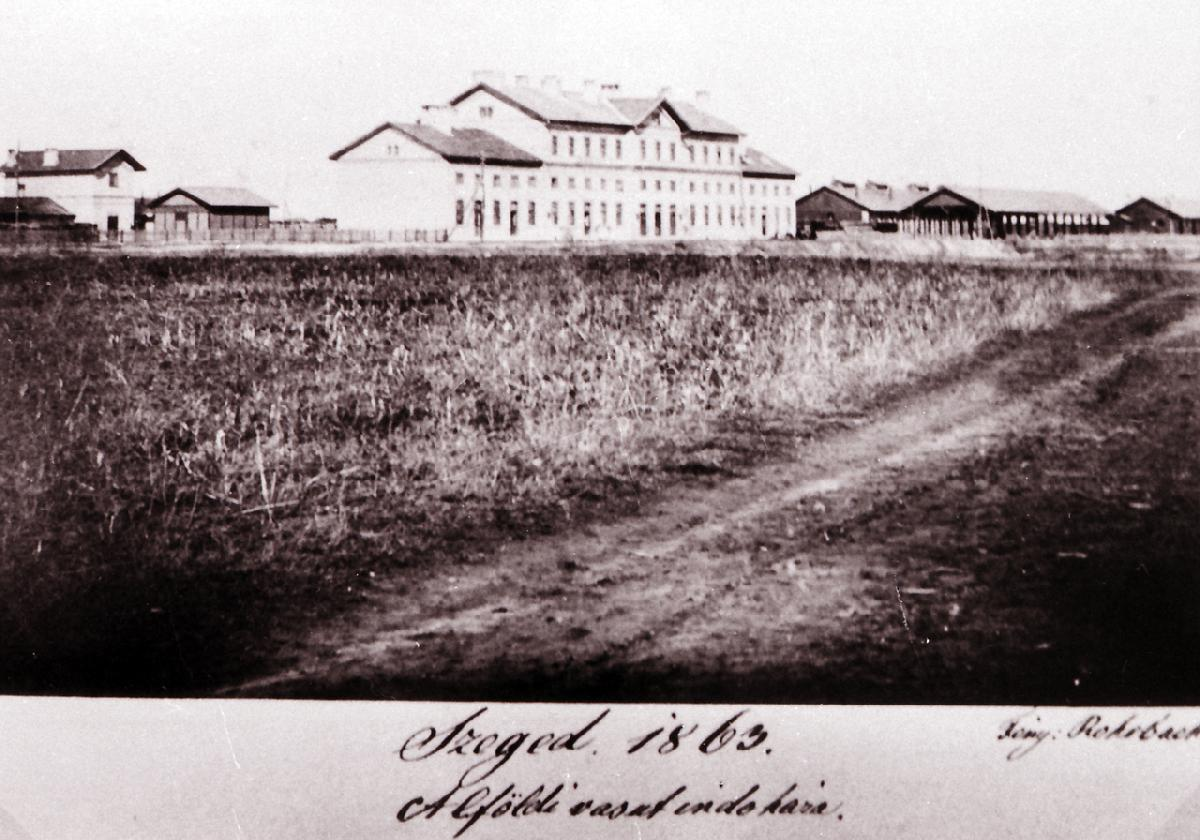
Az állomásépület 1869-ben

A rókusi állomásépületet 1900 körül jelentősen átépítették. Az épület középvonalában a homlokzati teherviselő falat felnyitották és az utca felé kiugró bejárati résszel toldották meg. Ezzel a megoldással egy megnagyobbított, reprezentatívabb váróteremhez és egy hangsúlyosabb bejárati részhez jutottak. (Ma ezekben az előreugró részekben találhatók a jegypénztárak.) Az épület első emelet magasságáig megnyitott homlokzati falát egy nagy méretű díszes öntöttvas oszloppal támasztották alá, amely ma az utasfelvételi csarnok belsejében található. Szintén ekkor épült a sínek felőli oldalon az acél szerkezetű perontető. Az első világháború után az eredeti ablakokat nagyobb méretűekre cserélték, illetve az Algyő felőli oldalon a szárnyépületet meghosszabbították. A korabeli fényképeken feltűnő az is, hogy az épület tetőszerkezetét időközben cserép helyett szürke palával burkolták, illetve a homlokzatról eltávolították a jellegzetes háromszög alakú oromfalat. 
A felvételi épület utolsó és egyben legnagyobb léptékű átépítésre 1985-'86 folyamán került sor. Ekkor a magas központi épületrészhez csatlakozó két alacsonyabb épületrészt teljesen lebontották. A helyükre modern vasbeton-szerkezetű épületrész került, amelyben épületgépészeti berendezések, hivatali helységek és lakások kaptak helyet. Az átépítés során a Békéscsaba felőli oldalon felépített modern épületrész jóval hosszabb lett a Szeged felé eső oldalon emelt épületszárnynál, így a korábbi állomásépület megmaradt központi része nem a jelenleg látható állomásépület közepén foglal helyet. A korábbi állomásépületről eltávolították a legfelső szintet, így az épület szemmel jól észrevehetően alacsonyabb lett. Az átépítés során a homlokzati nyílászárók elosztását és arányait is megváltoztatták, ám nem egységesen az épület egészén, hanem a két épületszárnyon eltérő mértékben, így az állomásépület utcai homlokzatának addigi szimmetriája megszűnt. Az épület sínek felőli homlokzatán végigfutó, üvegpanelekkel takart függőfolyosó miatt elbontották az állomás eredeti perontetőjének egy részét is, így az állomásépület eredetileg szimmetrikus látképe a belső oldalon is elveszett. A korábbi fényképeken az épület szürke színben tűnt fel, az 1986-ban befejeződött átépítése idején ez okkersárgára változott, a szürke palatetőt az egész komplexumon barna palára cserélték. A 2010-es években a felvételi épület az Alföld jobban kihasznált nagyvárosi állomásépületei közé tartozik: emeletén lakások találhatók, földszintjén a vasúti üzem helységei mellett irodák és egy étterem is működik.
Az állomásépület említésre méltó eleme a felvételi csarnokban látható öntöttvas oszlop, amelyen az 1900-as évszám olvasható. Szintén a létesítmény korai éveiből származó emlék a perontetőt tartó négy öntöttvas oszlop, illetve a perontető fémszerkezete. A perontető alatt az Alföld–Fiumei Vasút 1996-ban elhelyezett emléktáblája látható. A Kossuth sugárútra néző bejárati ajtók között a homlokzatra kihelyezett négy szecessziós gázlámpa-tartó emlékeztet a villanyvilágítás előtti időkre, ezek eredetileg az 1985-ben lebontott épületszárnyak bejáratait díszítették.

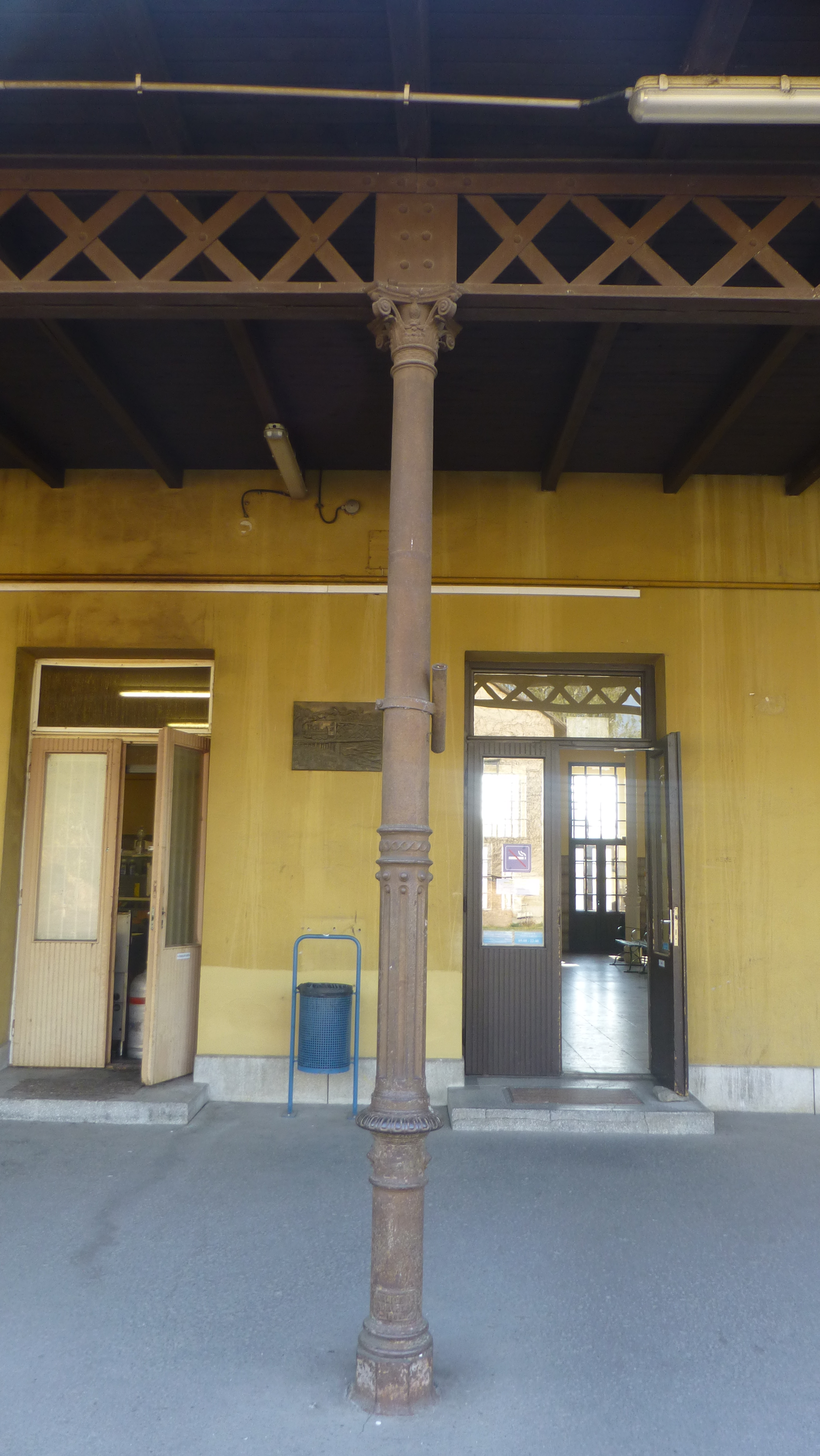
A perontető részlete
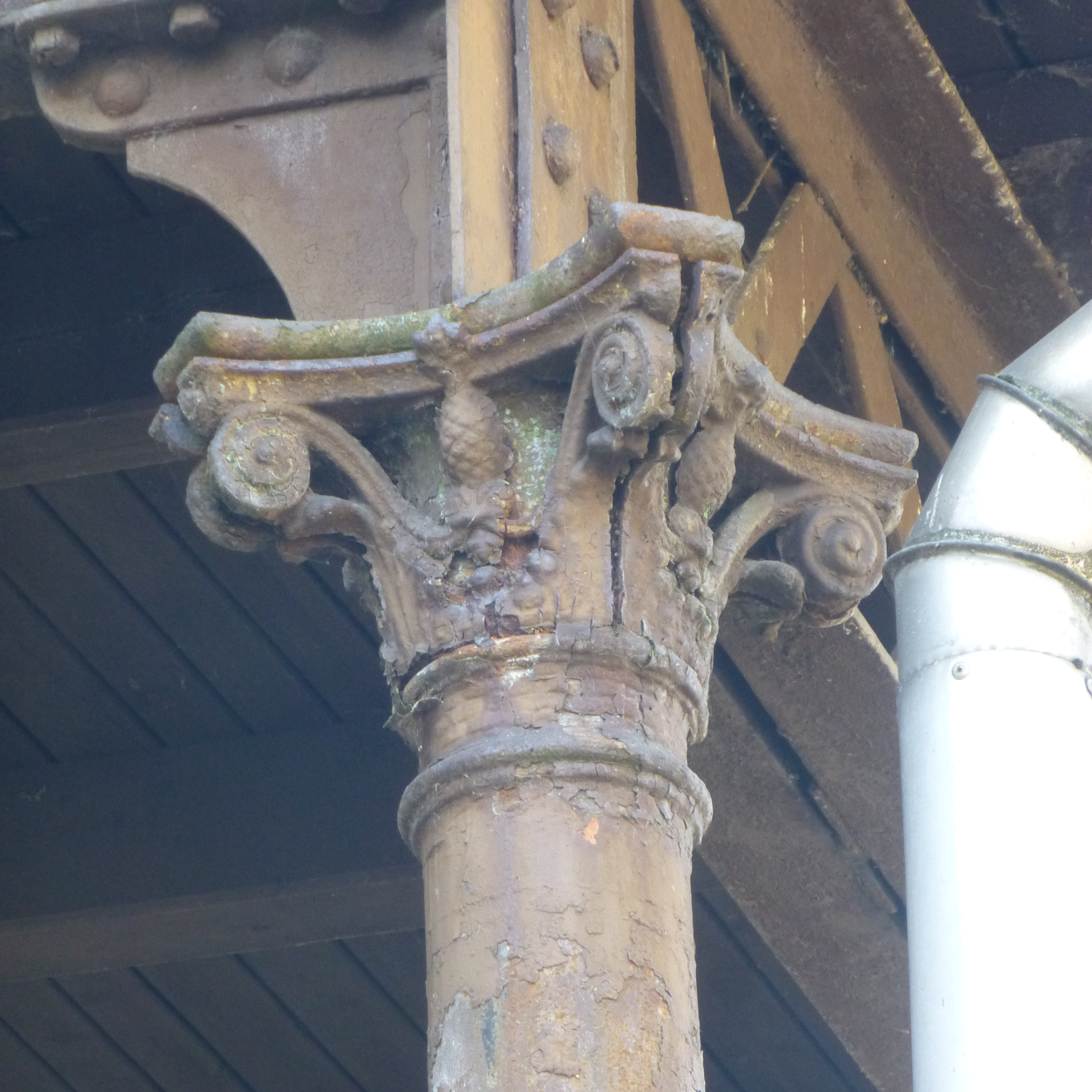
Az utasperon oszlopfője
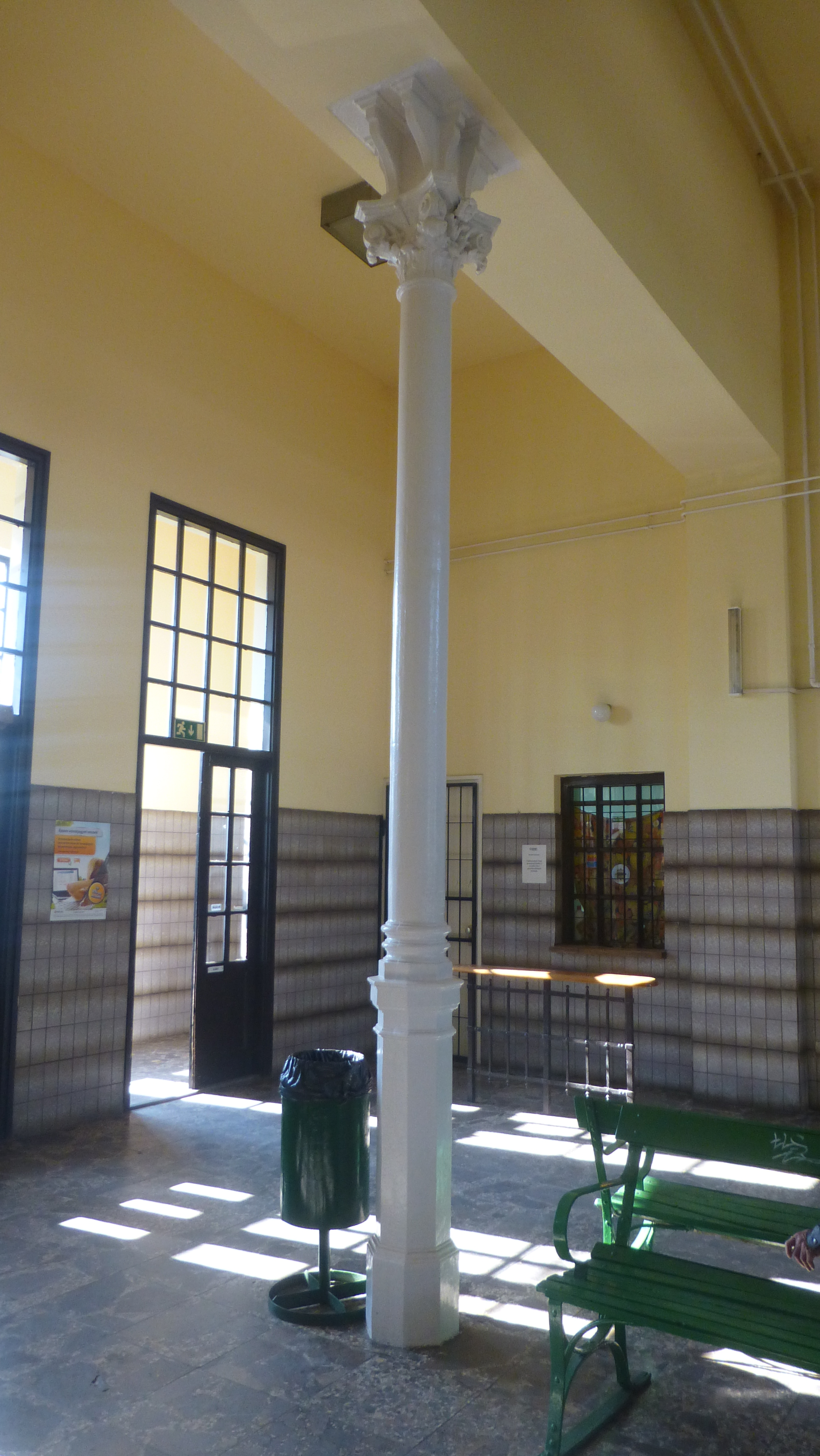
A várótermi vasoszlop
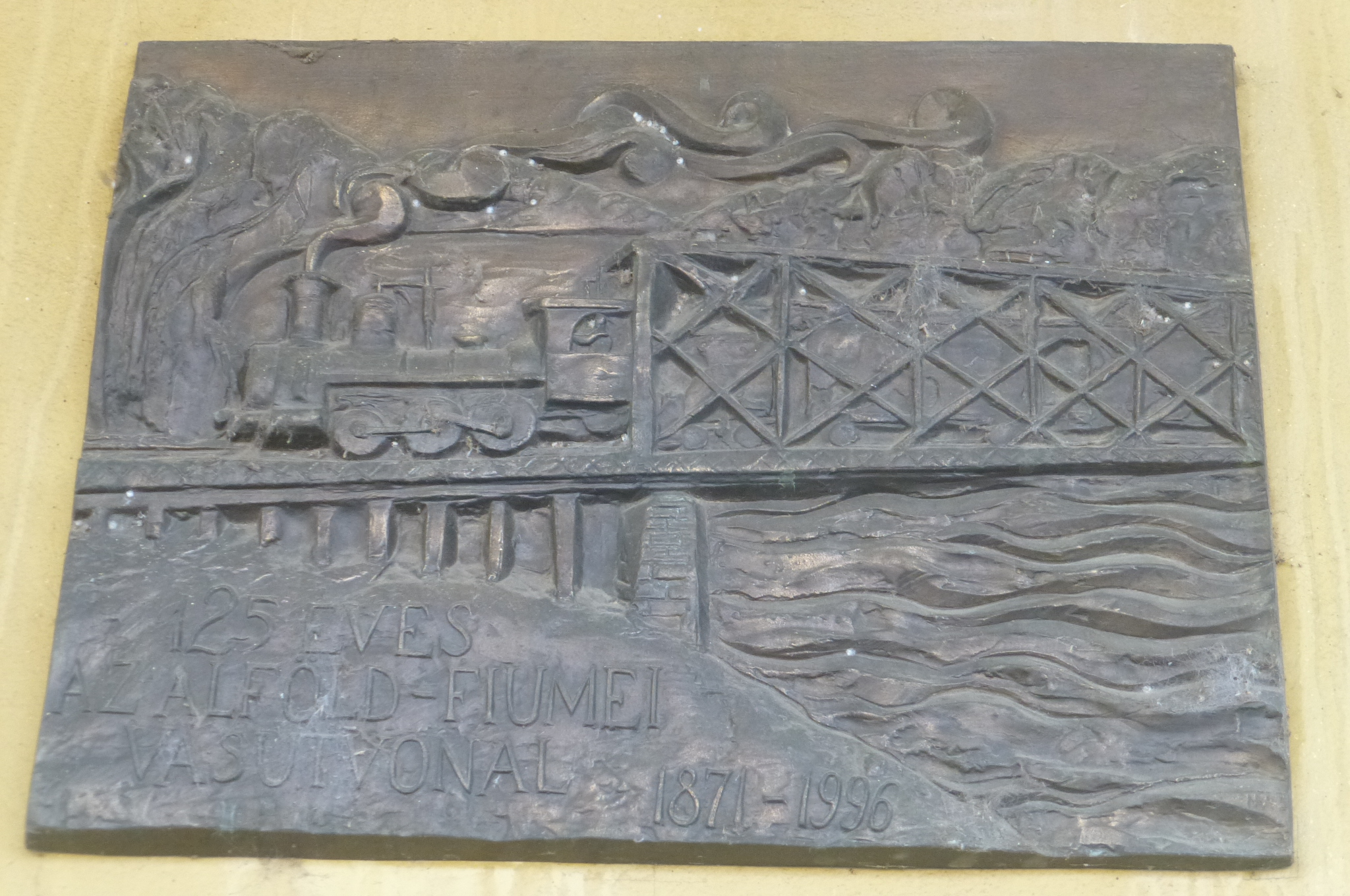
Az Alföld–Fiumei Vasút emléktáblája

### Egyéb épületek és létesítmények
Szeged-Rókus állomáson nagy számban maradtak fenn a korábbi vasúttechnikai időszakok emlékei, illetve a vasúthoz nem közvetlenül tartozó létesítmények is. A vasútállomás egyik legidősebb létesítménye a pénztárcsarnok kijáratával szemben magasodó vízház, amely már az állomásról készült első felvételeken is látható. A gőzvontatás másik emlékeke a peron másik végén elhelyezkedő (már nem működő) vízdaru. A korábban jelentős teherforgalmi szerepkörű állomáson a 2010-es évekig voltak megtalálhatók a XX. század közepét jellemző teherforgalmi technika létesítményei. Ezek közül említésre méltó az állomás algyői kijáratánál álló tehervagonmosó épületcsoport. (Elbontva 2013 decemberében.) Egyedülálló méretű volt az állomás fából épült áruraktára, ez egészen 2016-ig raktárként működött. A robusztus létesítmény 2017 augusztusában kigyulladt, ezután röviddel lebontották. A forgalomból kizárva, használhatatlan állapotban 2018 júniusáig állt (1960-ban telepített) automatikus vasúti vagonmérleg. Az áru- és személyforgalmi létesítmények között több légoltalmi bunker is található. A legnagyobb közvetlenül az állomásépület mellett helyezkedik el, ennek tetejét füvesítették, így inkább mesterséges dombnak hat. 

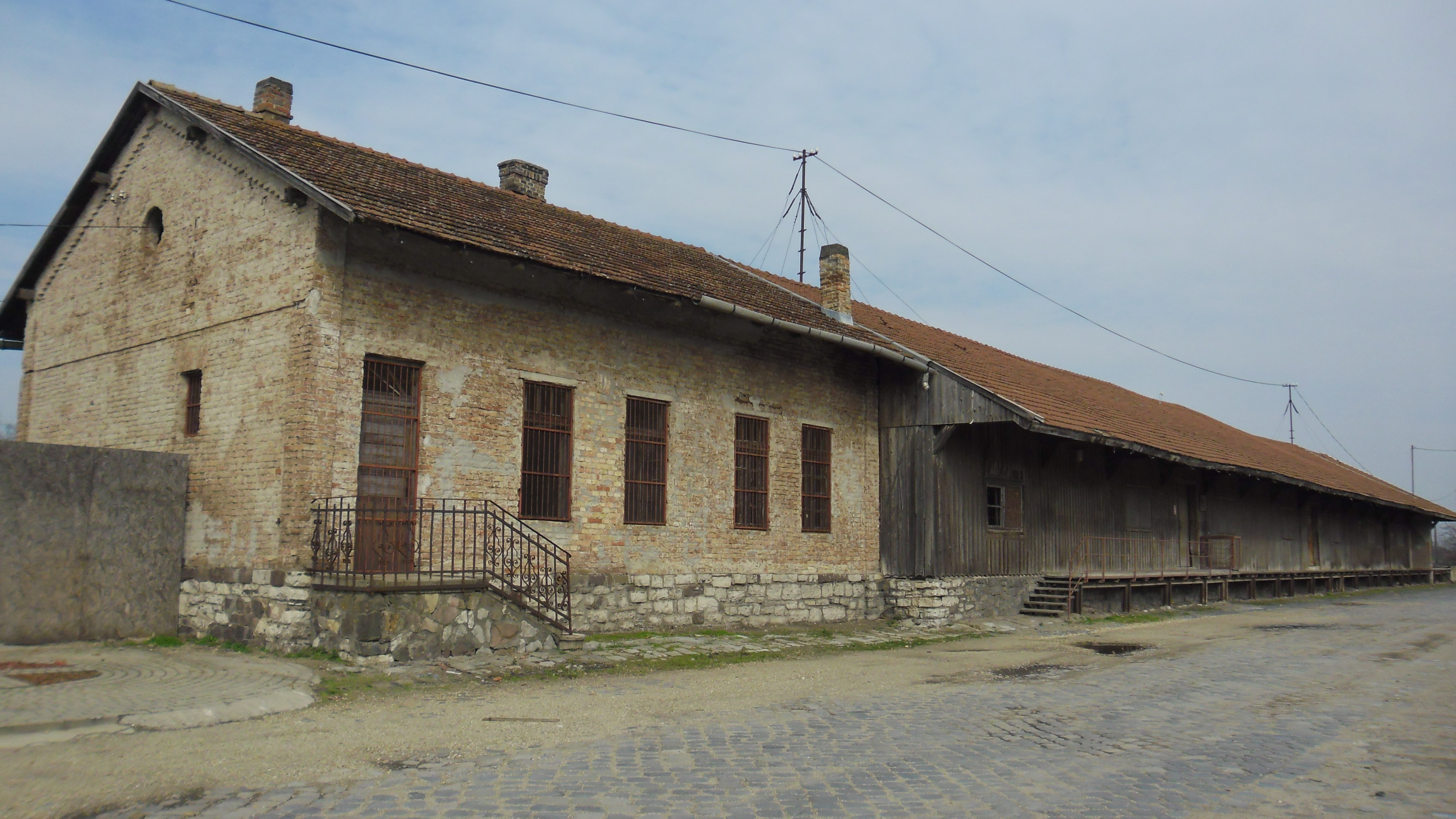
Raktárépületek, lebontva 2017 szeptember
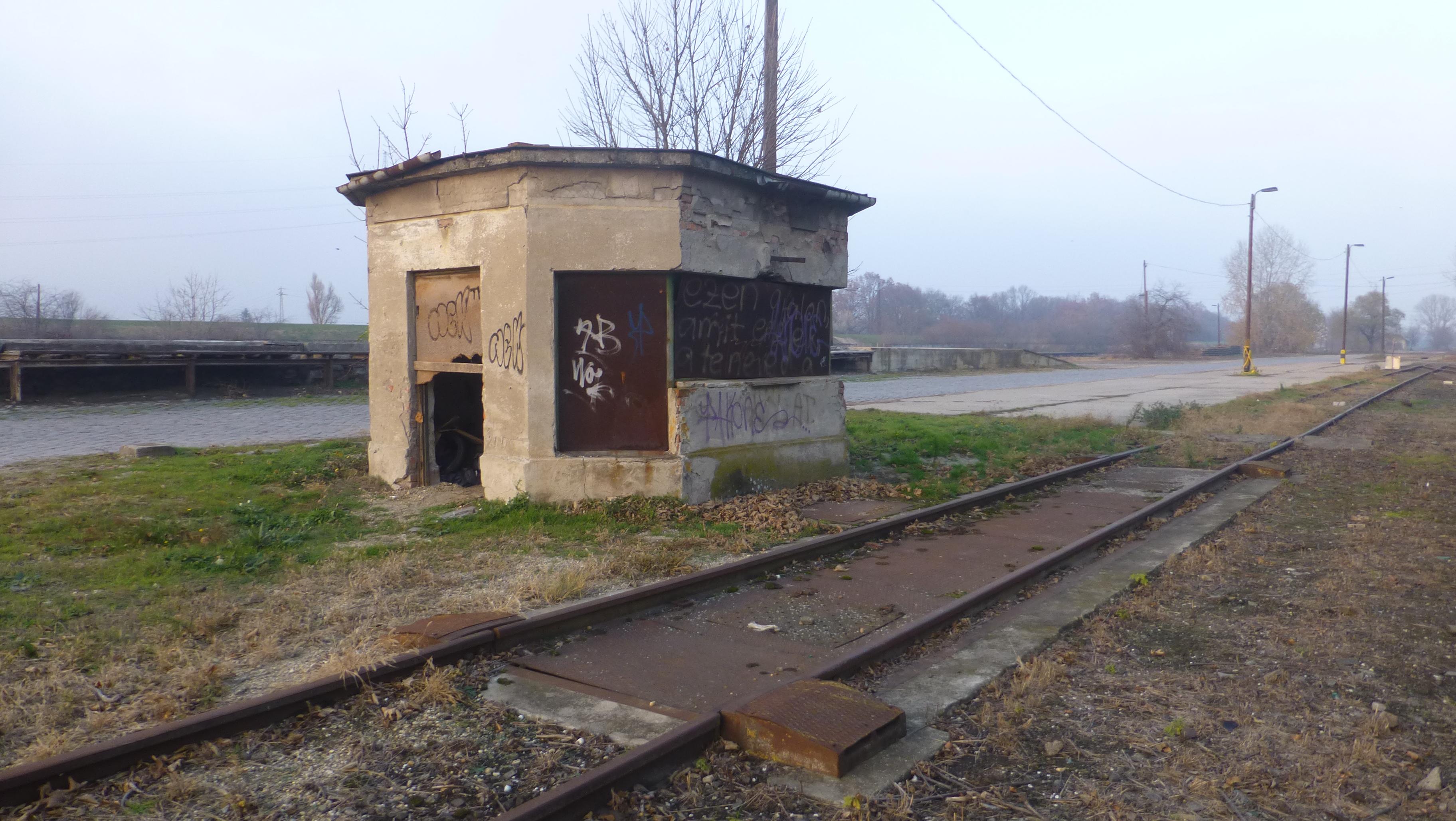
Vágányhídmérleg, lebontva 2018 június
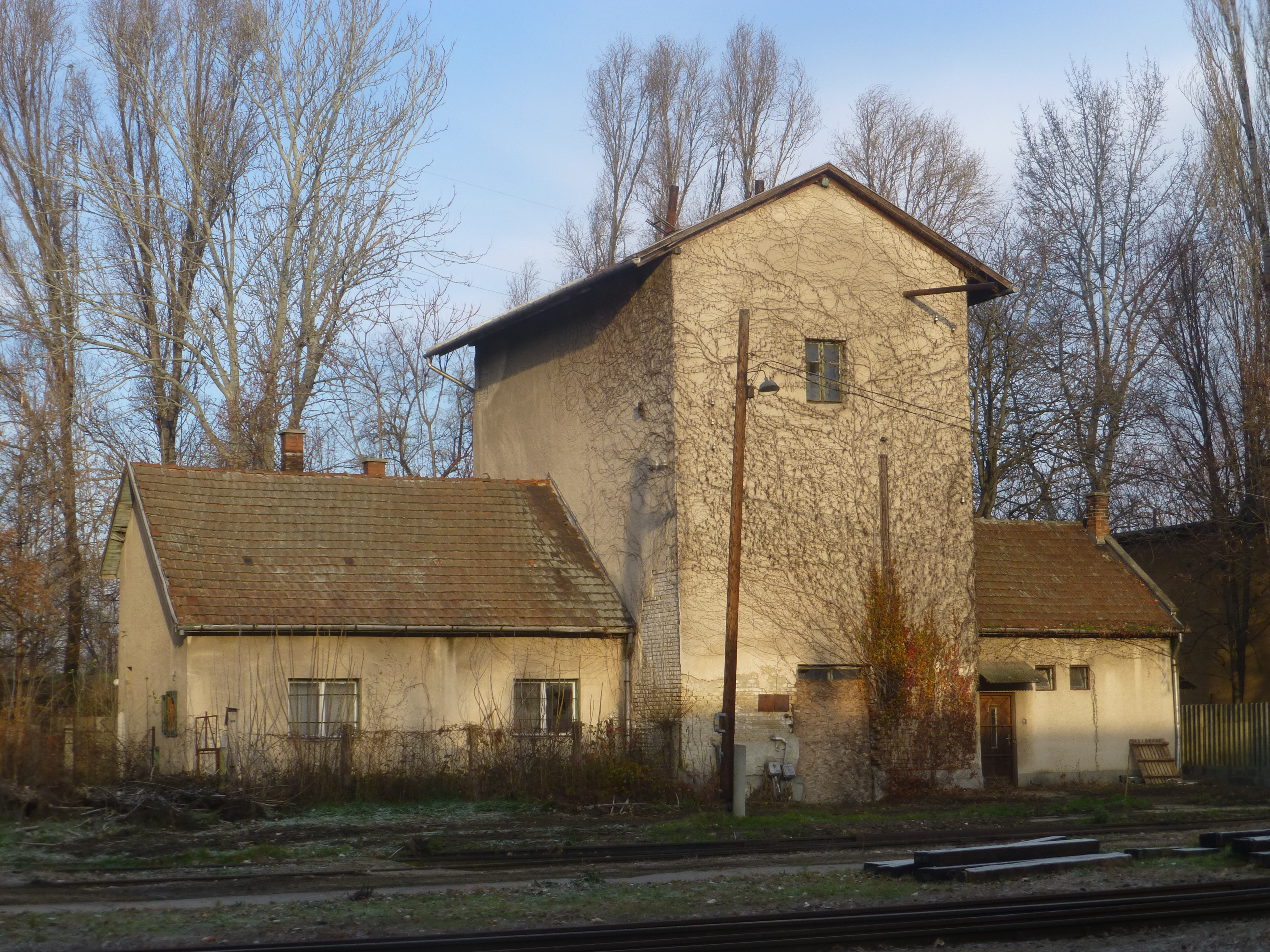
Vízház
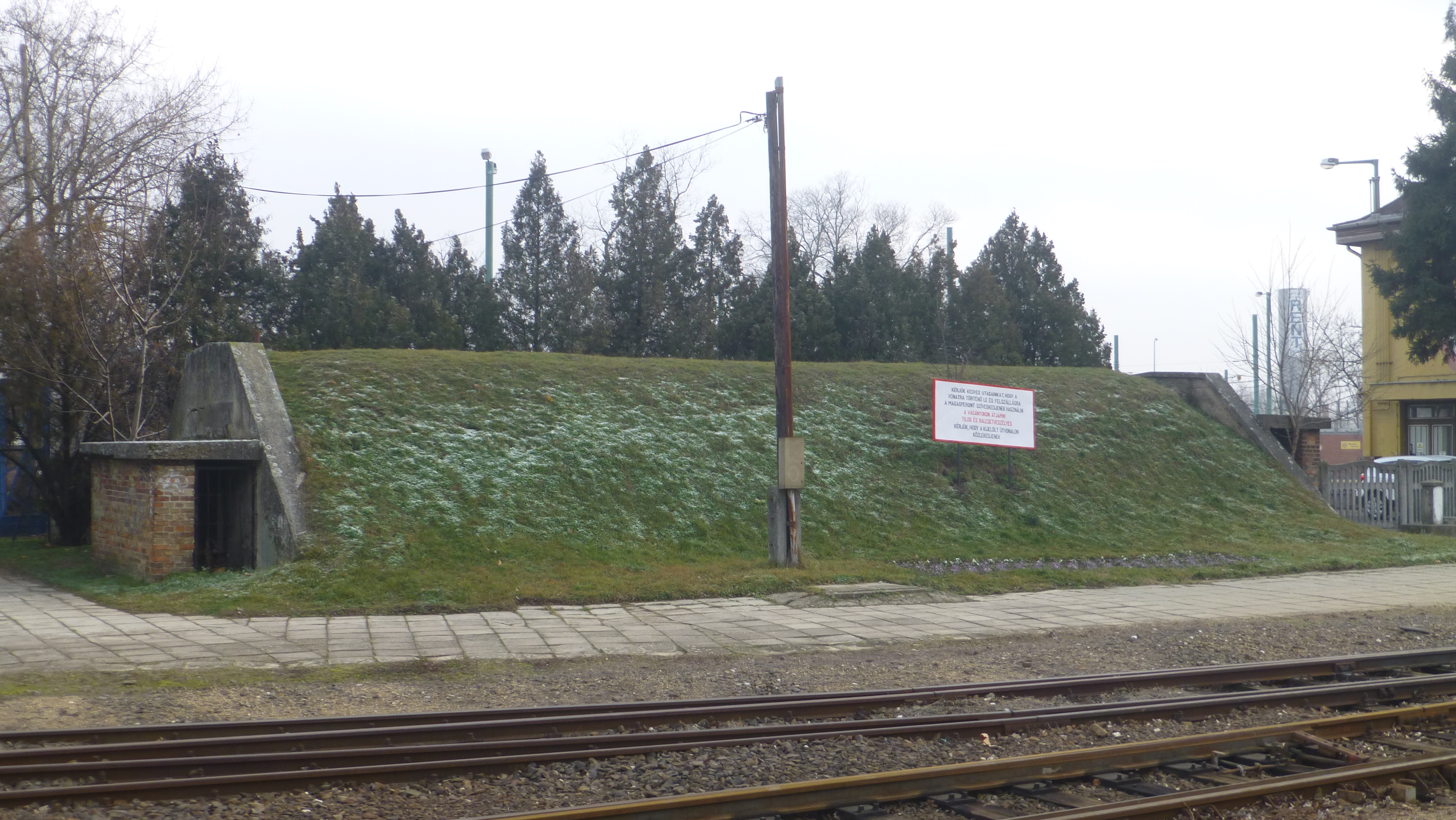
Légoltalmi bunker

### Személyforgalom
A vasútállomást a 2010-es évek végén az elővárosi jellegű személyforgalom dominálja. A Szeged és Békéscsaba között közlekedő vonatok óránként egyszer ezen az állomáson találkoznak, a belváros jó elérhetősége miatt Szeged-Rókus nagyszámú utast vonz. A személyforgalom céljaira a 2-es és 3-as vágányok között szigetperonon épült. A szegedi villamos Hódmezővásárhelyig történő meghosszabbítása után az állomás személyforgalmi szerepköre átalakult. A Vásárhely felé közlekedő vonatok száma több mint kétszeresére növekedett, ezek nem a vasútállomáson, hanem az előtte lévő téren kiépített villamosmegállóban állnak meg.

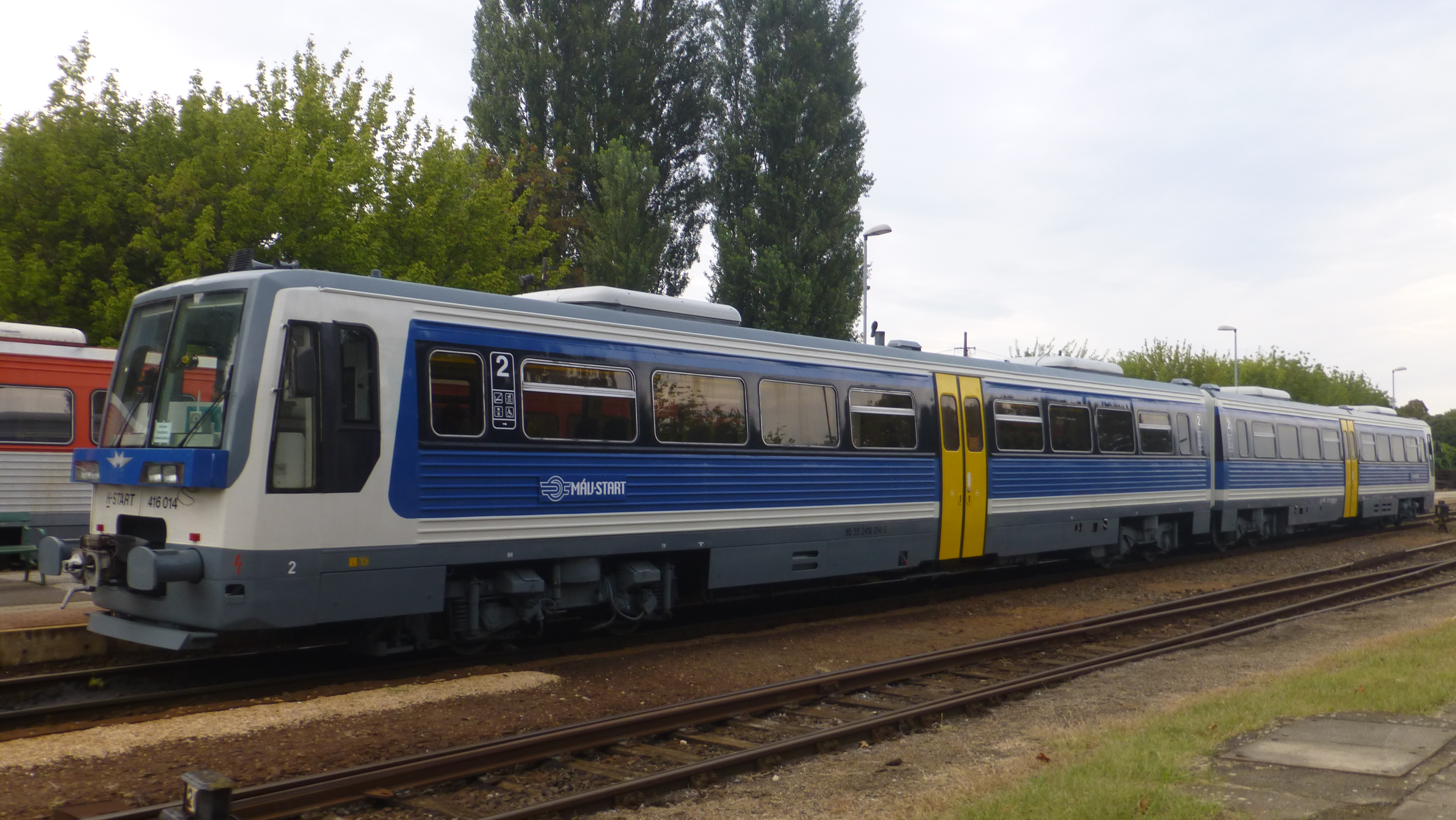
Rókus gyakori vendégei az Uzsgyik...
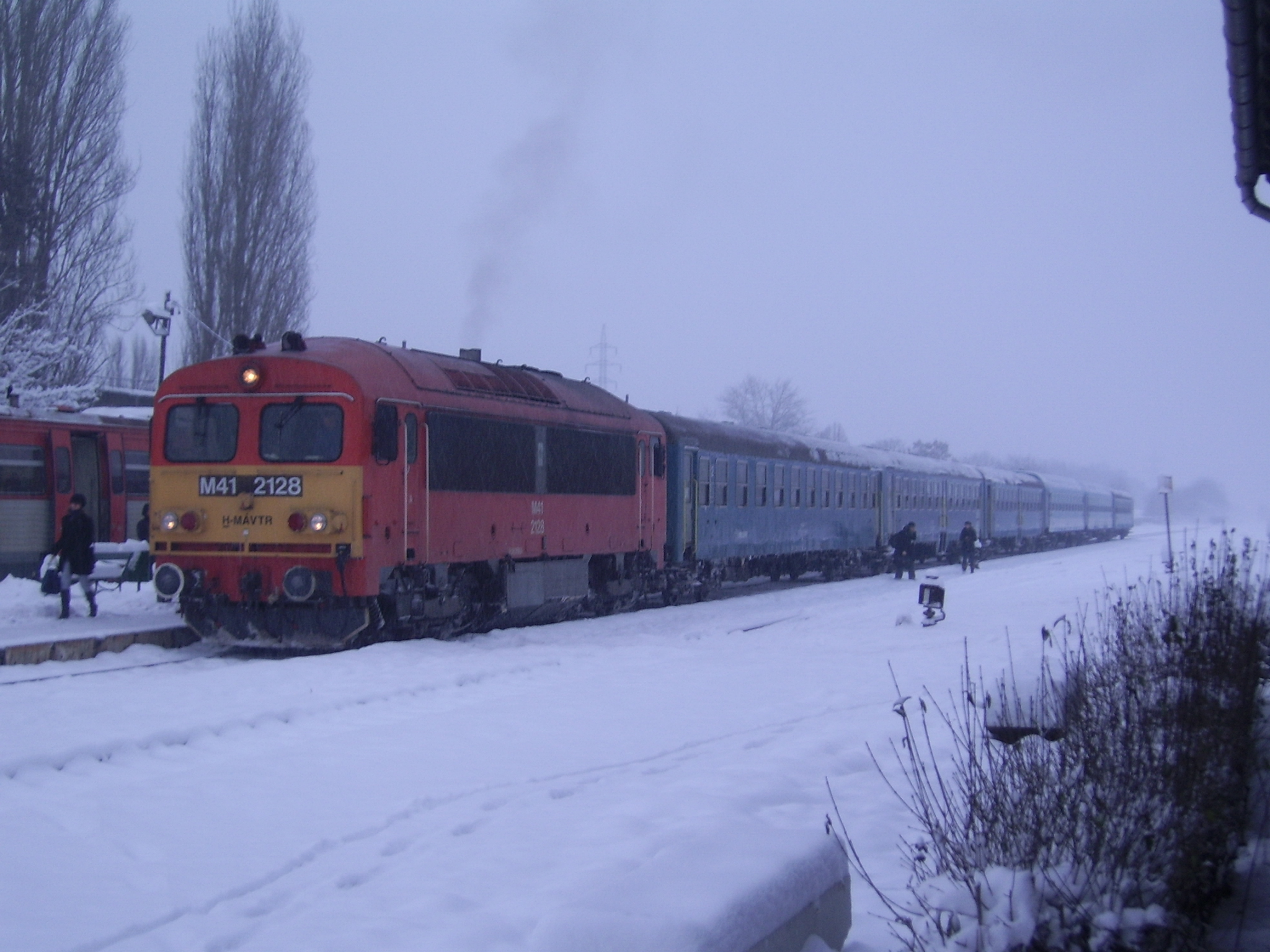
...illetve a hagyományos mozdonyos vonatok
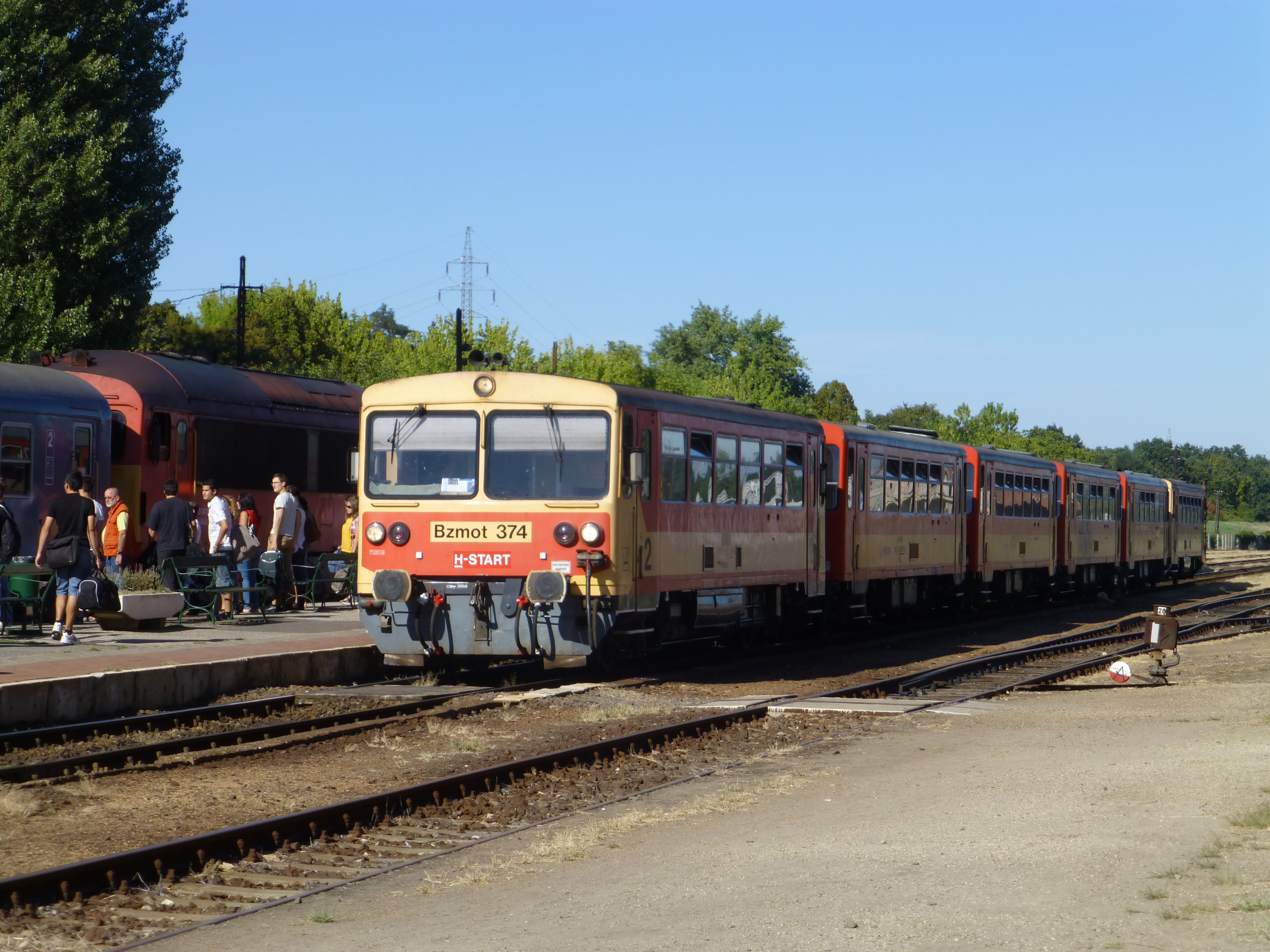
Regionális vonat érkezett Békéscsabáról

### Teherforgalom
Az állomás korábban az általa kiszolgált ipari üzemek révén kiemelkedő méretű teherforgalmat bonyolított az 1990-es évek közepéig. A szegedi ipar összeroppanása óta az iparvágányok teherforgalma teljesen elenyészett. A kihasználatlanság és a rossz műszaki állapot miatt az állomás teherforgalmi mellékvágányait és iparvágányait kevés kivétellel kizárták a forgalomból. A 2010-es években az állomás teherforgalmi szerepköre szinte kizárólag építőanyagok fogadására korlátozódik. A nagyobb környékbeli infrastruktúra-beruházások idején (M43-as autópálya építése, 4-es villamos, 47-es út építése) kampányjelleggel igen jelentős mennyiségű építőanyagot rakodtak még a 2010-es évek első felében is, ám ezen kívül csak a Szeged-Rókuson tevékenykedő pályaépítőkhöz érkezik vasúti építőanyag. A vasútvonal 2018-tól kezdődő átépítésekor Rókus volt az építési forgalom bázisállomása, ekkor a nagyobb terhelés miatt az állomás több teherforgalmi vágányát is megerősítették, illetve átépítették.

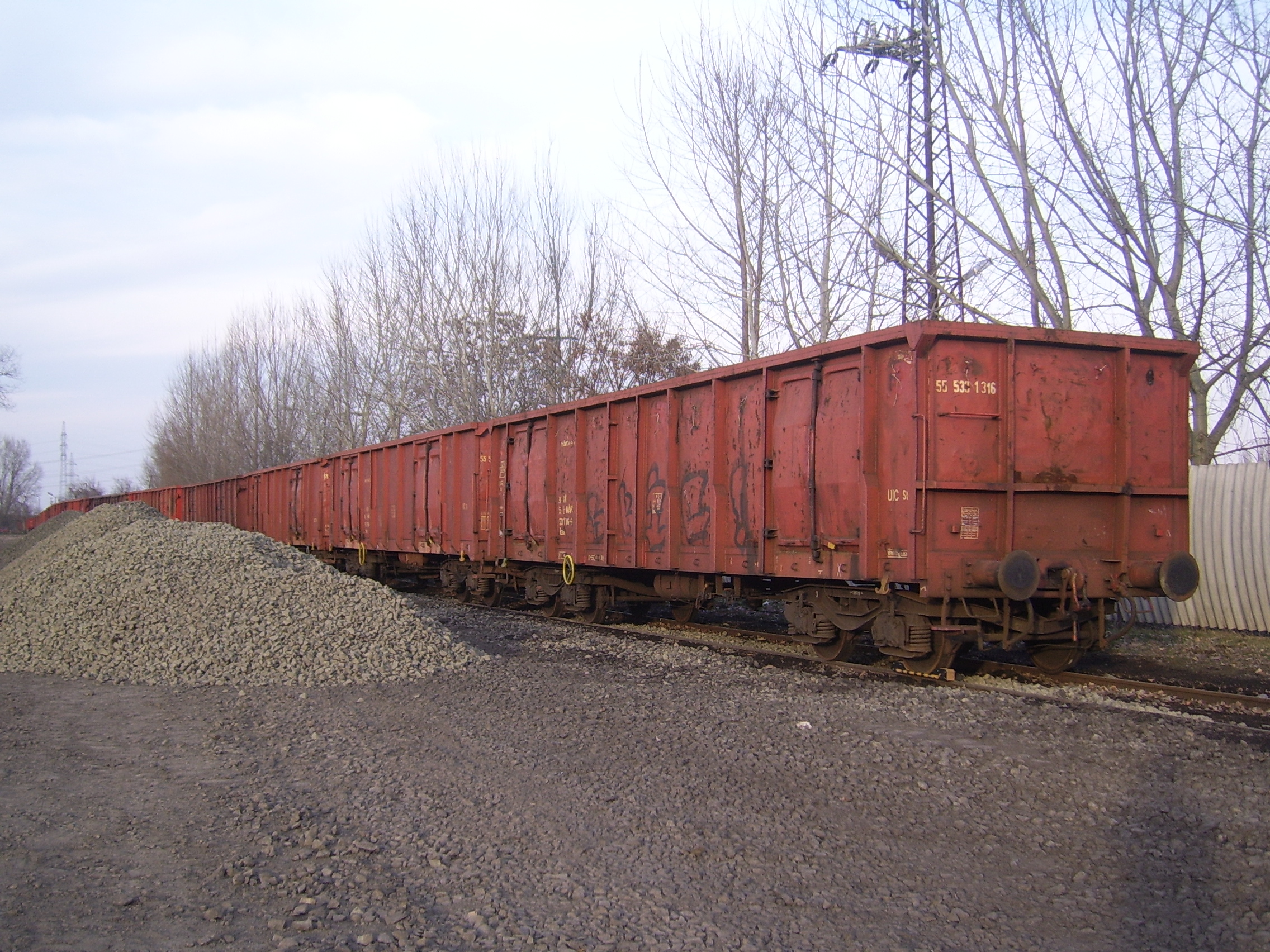
A 4-es villamoshoz érkező zúzottkő kirakása
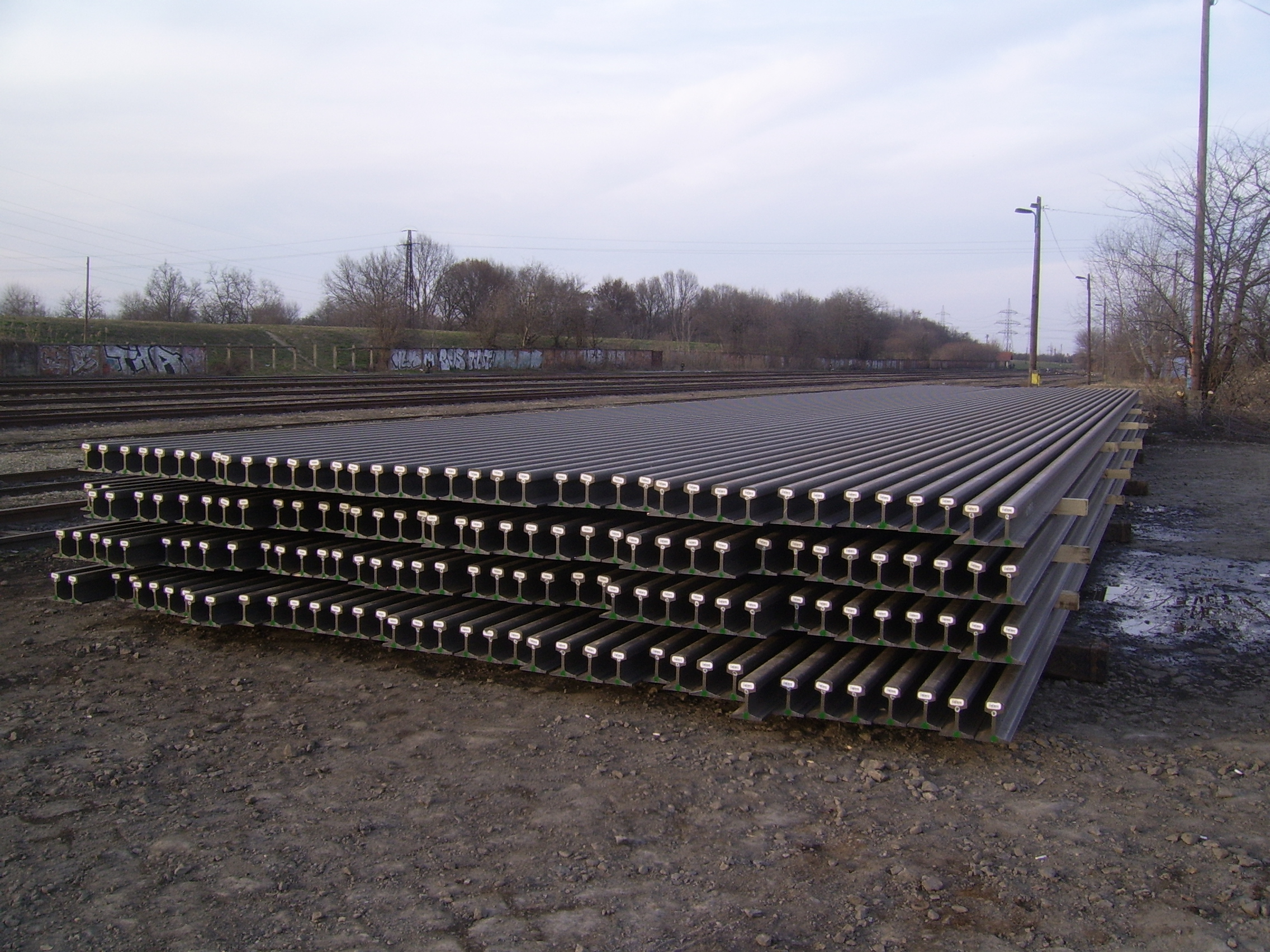
Kirakodott vasúti építőanyag a szegedi 4-es villamoshoz
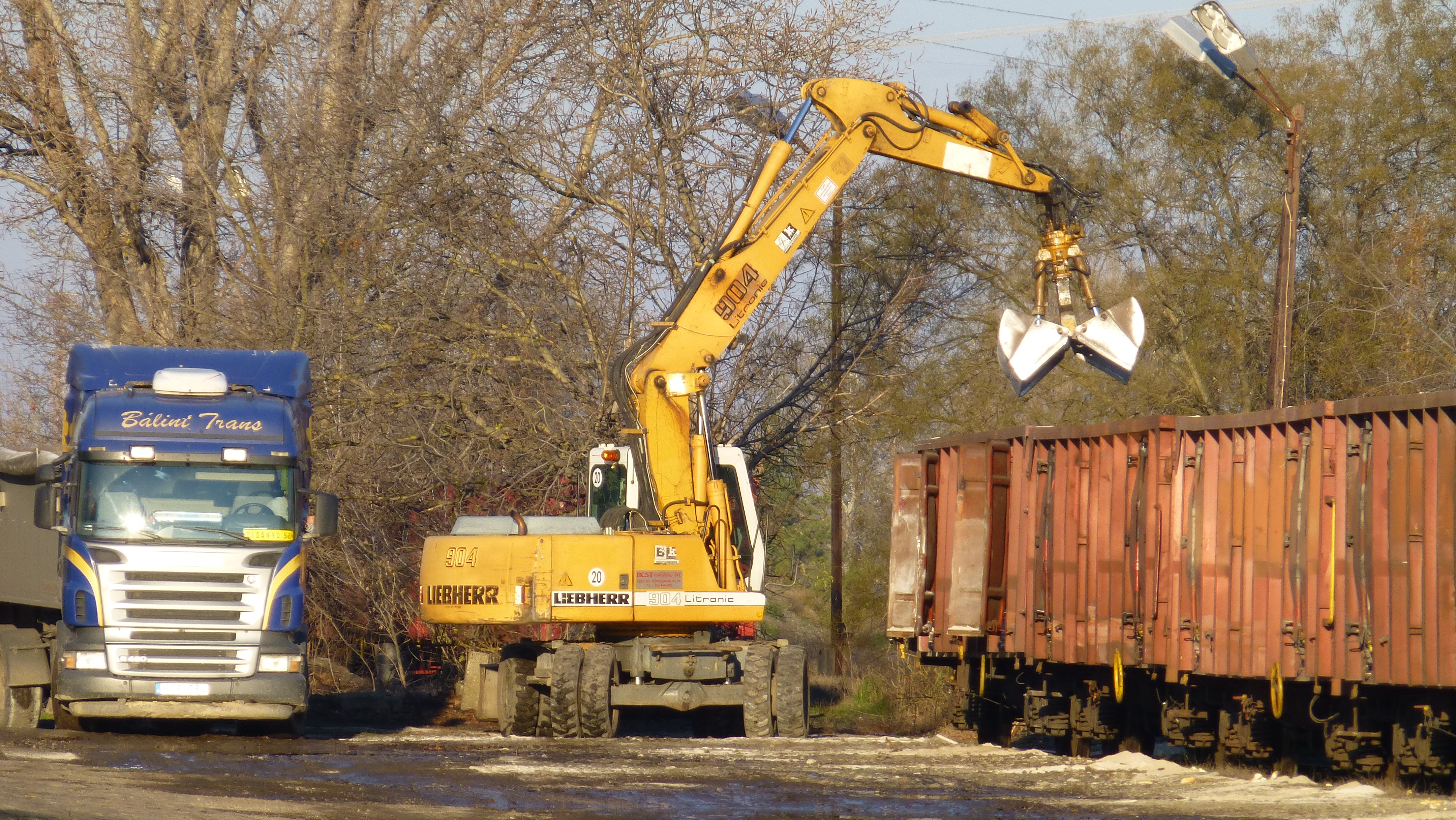
Közúti építőanyag kirakodása
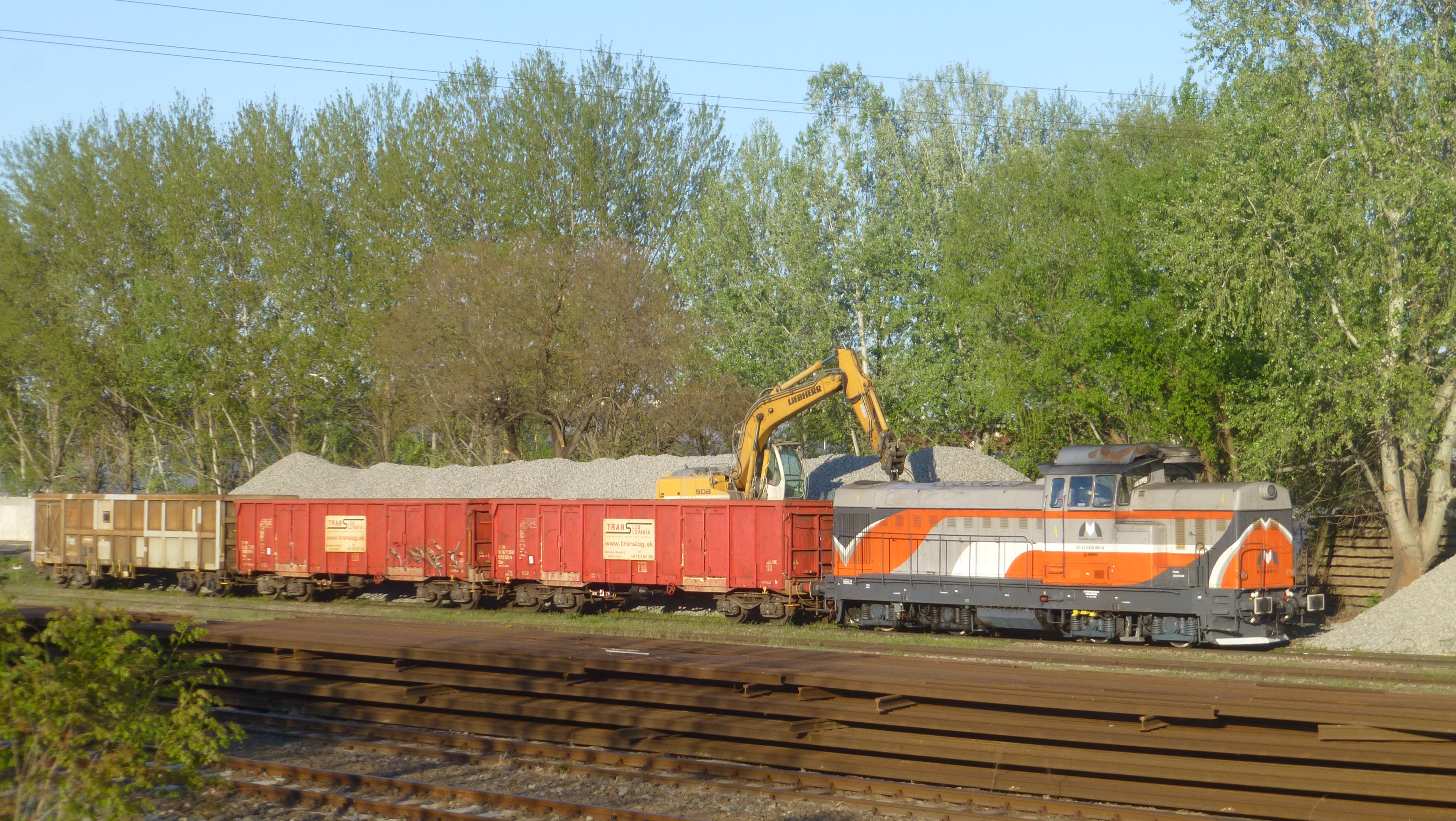
Vasúti építőanyag kirakodása
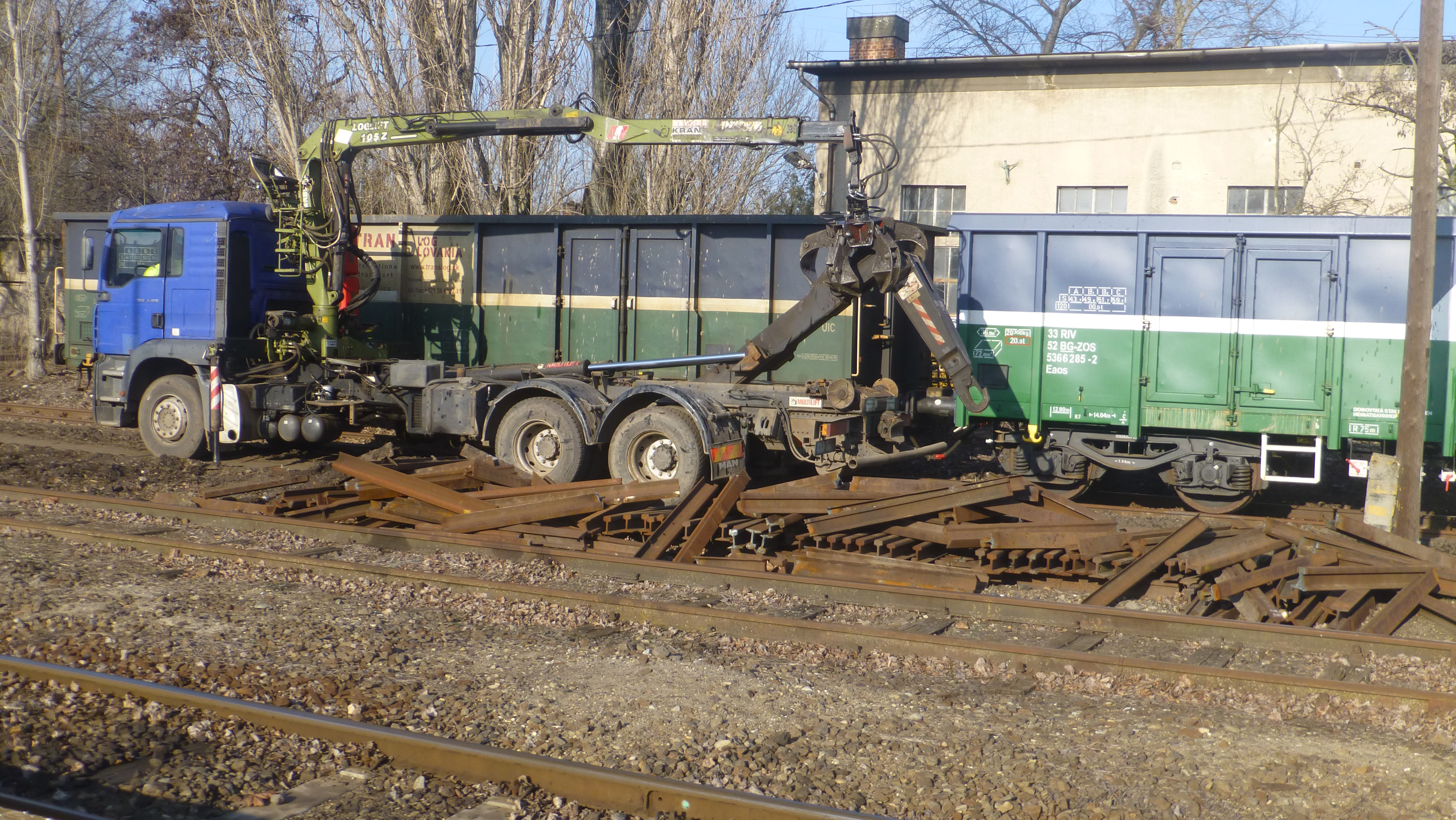
Fémhulladék rakodása
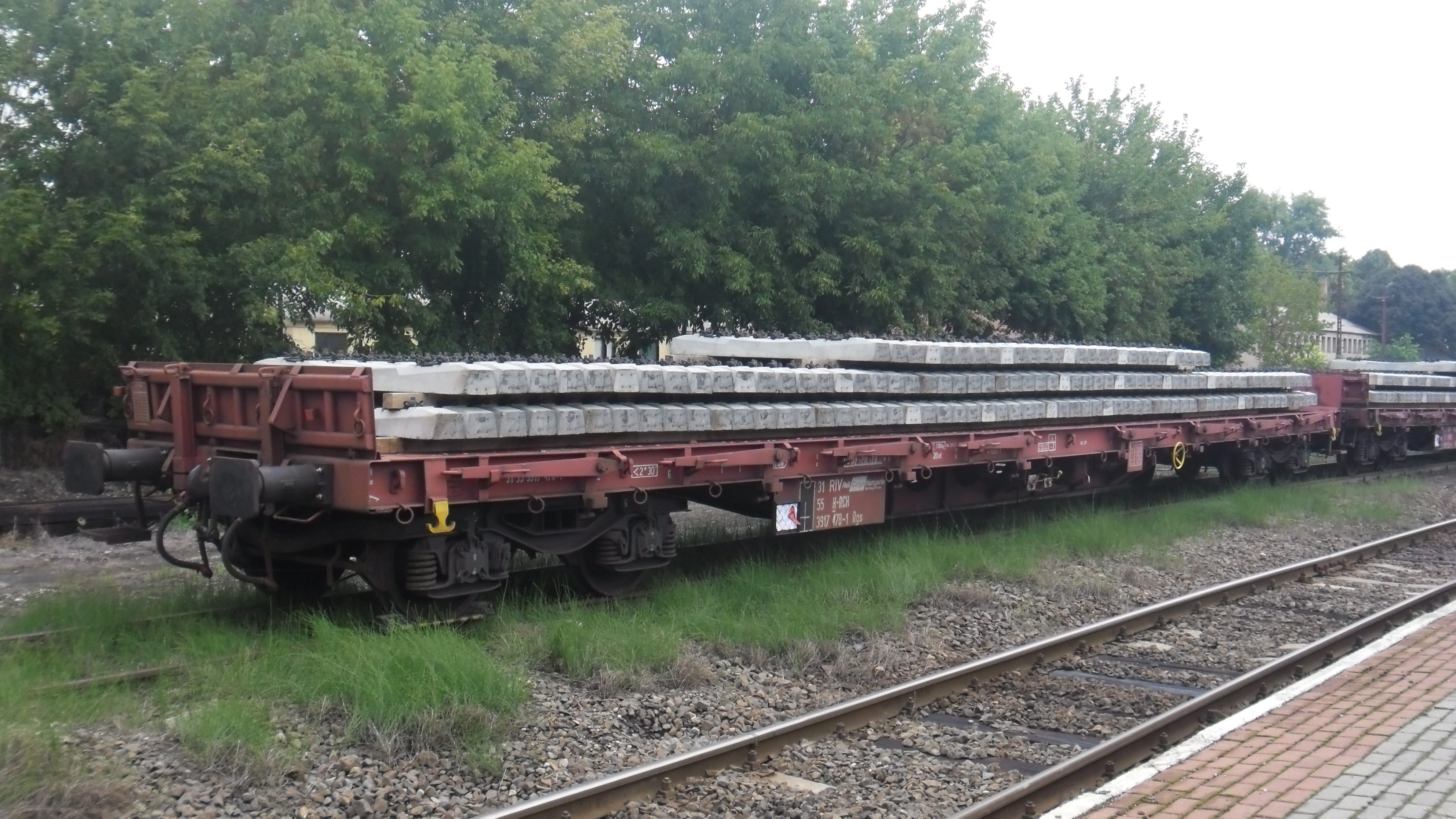
Vasúti építőanyagot szállító vagonok
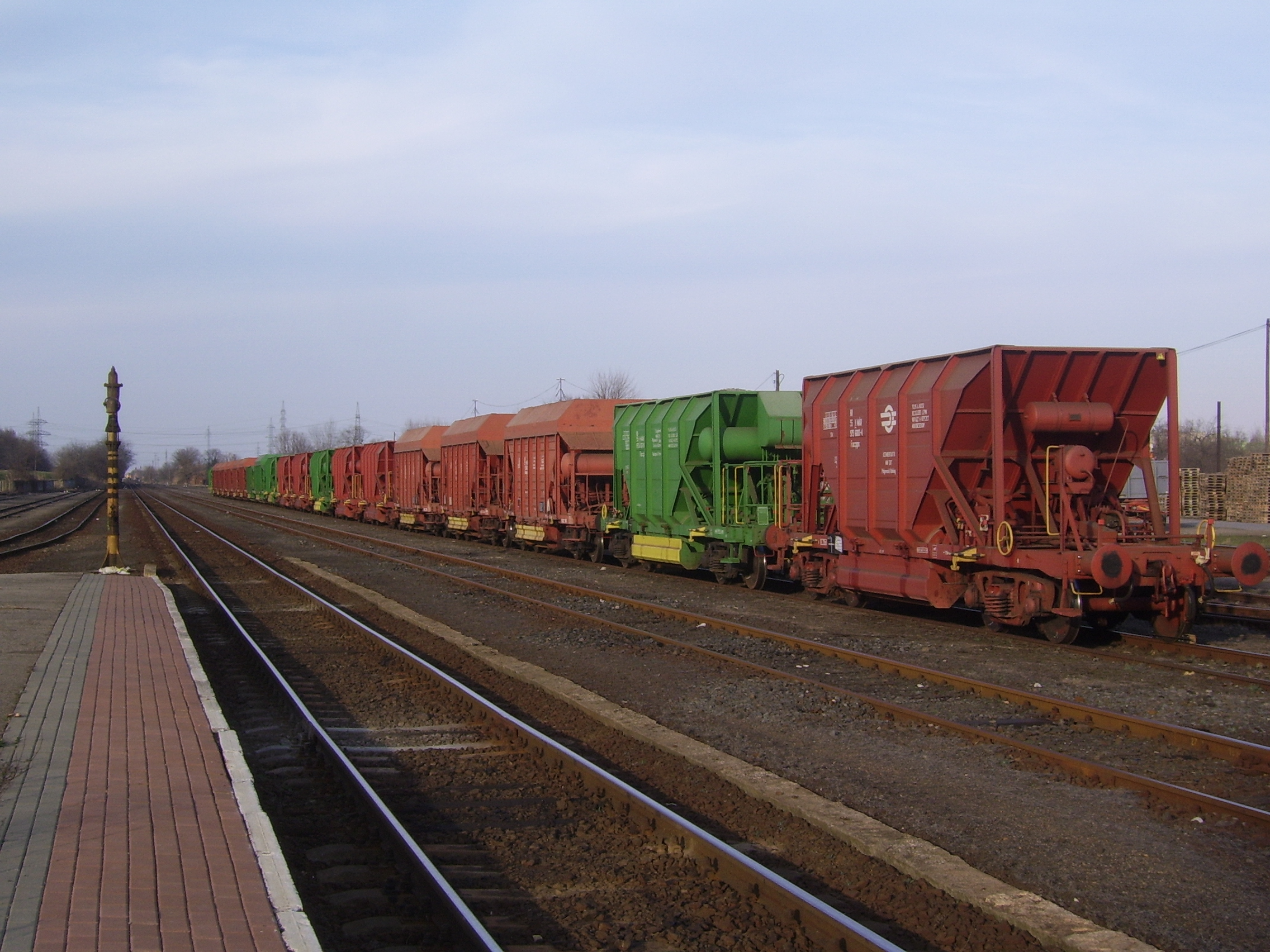
Kőszállító tehervonat az állomáson

## Vasútvonalak
Az állomást az alábbi vasútvonalak érintik:
- Szeged–Kötegyán-vasútvonal

## Kapcsolódó állomások
A vasútállomáshoz az alábbi állomások vannak a legközelebb:
- Szeged-Rendező vasútállomás (Szeged–Kötegyán-vasútvonal)
- Algyő vasútállomás (Szeged–Kötegyán-vasútvonal)

## Forgalom
| Járat        | Útvonal | Gyakoriság     |
| ------------ | --- | -------------- |
| személyvonat | Szeged – Szeged-Rókus – Hódmezővásárhelyi Népkert – Hódmezővásárhely – Kútvölgy – Székkutas – Orosháza – Orosházi tanyák – Csorvás – Csorvás alsó – Telekgerendás (– Fürjes) – Békéscsaba | Óránként       |
| személyvonat | Szeged – Szeged-Rókus – Algyő – Hódmezővásárhelyi Népkert – Hódmezővásárhely (← Kútvölgy – Székkutas) – Orosháza (← Orosházi tanyák) – Csorvás (← Csorvás alsó) – Telekgerendás – Békéscsaba – Gyula | Vasárnap 1 pár |
| tram-train   | Szeged vasútállomás – Galamb utca (→) – Bem utca (←) – Bécsi körút – Aradi vértanúk tere – Somogyi utca – Széchenyi tér – Anna-kút – Rókusi templom – Tavasz utca – Damjanich utca – Vásárhelyi Pál utca – Pulz utca – Rókus vasútállomás – Algyő – Hódmezővásárhelyi Népkert vasútállomás – Strandfürdő – Hősök tere – Kossuth tér – Kálvin János tér – Hódmezővásárhely vasútállomás | Félóránként    |